# Dame Péronelle
Dame Péronelle, död efter 1319, var en fransk naturläkare.
Dame Péronelle var verksam som naturläkare eller klok gumma i Paris. Hon var framgångsrik, vilket framgår av att hon erlade en hög skatt år 1292. År 1319 var hon troligen samma naturläkare som reste från Paris till Artois för att konsulteras av Matilda I av Artois.